# PowerVu
Il PowerVu è uno standard di codifica delle trasmissioni destinate ad un'utenza commerciale o ristretta.
Sviluppato dall'azienda informatica statunitense Scientific Atlanta, è un sistema di criptaggio ritenuto estremamente sicuro.
I decoder atti a decodificare tali trasmissioni, infatti, sono privi di card reader o interfaccia comune ove alloggiare un lettore di schede, e vengono abilitati dalle singole emittenti mediante l'invio di un apposito codice.
In Italia è usato dalle emittenti ippiche UNIRE e Sisal Tv, destinate alle ricevitorie, che trasmettono in diretta le corse dai principali ippodromi italiani e producono trasmissioni legate alle scommesse sportive.
Il network statunitense ESPN diffonde in Europa via satellite (Telstar 12 15.0°W) i suoi feed codificati proprio in PowerVu.
Per riceverli occorre: una parabola puntata appunto verso i 15 gradi Ovest, un decoder PowerVu, una autorizzazione che si ottiene comunicando loro il codice dell'unità (UA number); essi tramite l'inserimento dell'UA# abilitano la decodifica locale. Possono autorizzare in modo completo, oppure selettivo limitatamente alla stagione, ad alcuni sport o ad alcuni eventi.
Per averne titolo occorre essere ad esempio un Broadcaster che acquista da ESPN l'evento e i diritti per diffonderlo tramite la propria rete, oppure ad esempio le caserme americane in Europa e in Medio Oriente possono disporne per le proprie sale ricreative, o le ambasciate.